# Turbina Kaplan

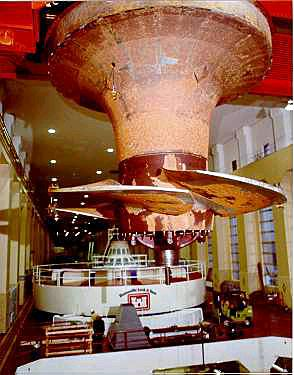
Kaplan pás fixas

A turbina Kaplan é uma turbina hidráulica. Inventada por Viktor Kaplan. É adequada para operar em quedas até 60 m. A única diferença entre as turbinas Kaplan e a turbina Francis é o rotor. Este assemelha-se a um propulsor de navio (similar a um hélice). Um servomotor montado normalmente dentro do cubo do rotor, é responsável pela variação do ângulo de inclinação das pás. O óleo é injetado por um sistema de bombeamento localizado fora da turbina, e conduzido até o rotor por um conjunto de tubulações rotativas que passam por dentro do eixo.
O acionamento das pás é conjugado ao das palhetas do distribuidor, de modo que para uma determinada abertura do distribuidor, corresponde um determinado valor de inclinação das pás do rotor.
As Kaplans também apresentam uma curva de rendimento "plana" garantindo bom rendimento em uma ampla faixa de operação. A Usina Hidrelétrica de Três Marias e Usina Hidrelétrica Engenheiro Sergio Motta utilizam turbinas Kaplan.

## Variações
Dentre os vários tipos de turbinas Kaplan, duas variações se destacam:
Turbinas Propulsoras possuem palhetas de hélice não ajustáveis. As maiores podem produzir acima de 100 MW.
Turbinas de Bulbo ou Tubulares são grandes bulbos colocados dentro de um canal submerso contendo gerador embutido e hélice propulsora. Diagrama: